# Yang Seung-ho
Yang Seung-ho (Seul, 16 ottobre 1987) è un cantante, ballerino, attore e modello sudcoreano, leader del gruppo maschile MBLAQ.
La sua famiglia è composta da madre, padre e un fratello minore di nome Seung-hoon. Quando era giovane, la sua famiglia si trasferì ad Anyang, Gyeonggi, luogo dove Yang Seung-ho ha studiato ed è cresciuto. Ha frequentato l'Anyang High School of Arts e si è iscritto presso l'Università Sejong, che ha lasciato a causa degli impegni con gli MBLAQ.

## Carriera

### Pre-debutto
Prima del debutto Yang Seung-ho ha studiato presso la casa discografica che gli ha permesso poi di esordire. Ha partecipato e vinto diversi concorsi di canto e nel 2005/06 ha recitato in un ruolo cameo nel film Banollim 2 (반올림2) dove si calava nei panni di un giovane studente. Ha poi partecipato alla colonna sonora di Gray Sky di Lee Hyun-jung.

### MBLAQ
Dopo l'addestramento guidato da Rain e dalla J Tune Entertainment, Yang Seung-ho è diventato un membro ufficiale del gruppo maschile MBLAQ, agendo come loro leader ed esibendosi come ballerino e cantante. Il gruppo ha fatto il suo debutto nell'ottobre del 2009, esibendosi al concerto di Rain Legend of Rainism, presentando al pubblico diversi brani del loro, allora inedito, singolo Just Blaq.

### Altre attività
Oltre alle attività di gruppo, Yang Seung-ho è stato ospite in diversi programmi televisivi che lo hanno visto come protagonista o accompagnato da altri idol e attori. Tra questi ricordiamo Invincible Youth nel 2010, The Voice of Korea nel 2012, Immortal Song 2, Jugan idol e Running Man nel 2013.

## Collaborazioni
- One con Hoody H (2010)

## Teatro
- Gwanghwamun Sonata (2013)
- Moon Night (2014)